# Elisabeta de York
Elisabeta de York (n. 11 februarie 1466 – d. 11 februarie 1503) a fost fiica regelui Eduard al IV-lea al Angliei, sora regelui Eduard al V-lea, nepoata regelui Richard al III-lea, soția regelui Henric al VII-lea și mama regelui Henric al VIII-lea.

## Fiica regelui
Elisabeta de York s-a născut la Palatul Westminster, cel mai mare copil al regelui Eduard al IV-lea și a reginei lui, Elizabeth Woodville. Botezul ei a fost sărbătorit la Abația Westminster, avându-le ca nașe pe bunica maternă, Jacquetta Woodville, Ducesă de Bedford, și bunica paternă, Cecily Neville, Ducesă de York.
În 1469, ea a fost logodită pentru scurt timp cu George Neville, fiul lui John Neville, conte de Northumberland, care l-a sprijinit inițial pe Eduard al IV-lea împotriva rebeliunii verișorului său Richard Neville, Conte de Warwick, care mai târziu s-a alăturat rebeliunii lui Warwick. Ca urmare, logodna a fost anulată. În 1475, Ludovic al XI-lea a fost de acord cu căsătoria Elisabetei de York și a fiului său, Carol, Delfinul Franței. Cu toate acestea, în 1482, Ludovic și-a renegat promisiunea.

## Sfârșitul războiului civil
În 1483 Eduard al IV-lea a murit iar fratele mai mic al Elisabetei, Eduard, a devenit rege. Unchiul ei, Richard, Duce de Gloucester a fost numit regent și protector al nepoților săi. La scurt timp după moartea fratelui său, Richard a început să ia măsuri pentru a-și izola nepoții de relațiilor lor din Woodville.
La 22 iunie 1483 căsătoria lui Eduard al IV-lea a fost declarată invalidă. Acest lucru a făcut ca urmașii rezultați din căsătorie să nu fie eligibili pentru succesiunea la tron. Parlamentul a emis un proiect de lege, Titulus Regius pentru a sprijini această poziție: copii lui Eduard al IV-lea au fost declarați bastarzi iar Richard numit rege.
Începând cu toamna anului 1483, cei doi prinți din Turn, frații Elisabetei, au dispărut și nu au mai fost văzuți niciodată. 
În 1484, Elisabeta și familia ei au părăsit Westminster Abbey și s-au întors la curtea lui Richard. Au existat zvonuri despre flirturi sau o posibilă relație între unchi și nepoată, apoi despre faptul că Richard dorea să se căsătorească cu nepoata lui. 
Dar curând, Henric Tudor, care a plecat din Harfleur a debarcat la Milford Haven cu două mii de soldați englezi. Țara Galilor s-a pronunțat în favoarea lui pentru că familia Tudor era galeză. Henric s-a întâlnit cu Richard în bătălia de la Bosworth în 1485. În timp ce Henric nu a luat parte direct la bătălie și a fost protejat de gărzi de corp, Richard s-a avântat în luptă și a fost ucis.

## Regină

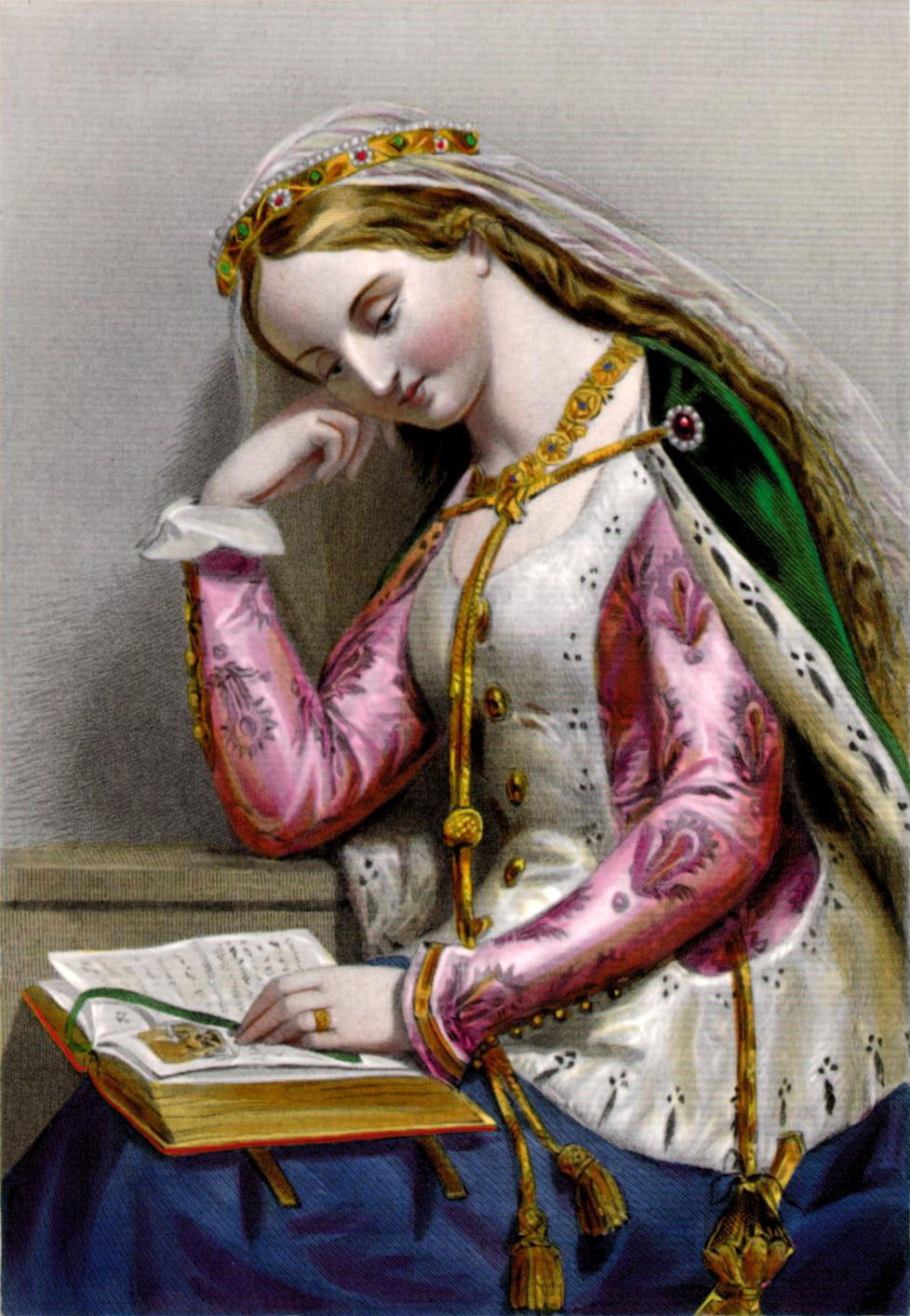
Elisabeta ca regină la vârsta de 20 de ani

Henric era moștenitor al Casei Lancaster. Deși știa că trebuie să se căsătorească cu Elisabeta pentru a-și asigura stabilitatea tronului, nu a avut intenția ca drepturile lui să fie puse sub semnul întrebării: dorea să domnească ca un rege-cuceritor și nu ca soț al Elisabetei, nu avea nici o intenție de a împărți puterea cu ea.
Henric al VII-lea a recunoscut necesitatea de a se căsători cu Elisabeta de York pentru a asigura stabilitatea domniei sale și de a slăbi pretențiile altor membrii supraviețuitori ai Casei de York, însă a insistat să fie rege și să guverneze singur, fără să aibă intenția de a împărți puterea cu noua sa soție.
Henric al VII-lea a abrogat Titulus Regius, legitimizând astfel copiii lui Eduard al IV-lea și recunoscându-l pe Eduard al V-lea ca predecesor al său. După procurarea dispensei papale, Cardinalul Bourchier, Arhiepiscopul de Canterbury, i-a căsătorit pe Henric al VII-lea și pe Elisabeta de York pe 18 ianuarie 1486, la Abația Westminster, iar primul lor fiu, prințul Arthur se naște la 20 septembrie 1486.
Elisabeta a fost încoronată regină pe 25 noiembrie 1487. După încoronare, ea a dat naștere la cinci copiii, însă doar trei au supraviețuit: Margareta, Henric și Maria.
În ciuda faptului că la început fusese doar un simplu aranjament politic, căsătoria celor doi s-a dovedit a fi una de succes și ambii parteneri par să fi fost meniți să țină unul la celălalt. Ca regină, Elisabeta de York, nu a exercitat o mare influență politică, din cauza puternicei și ambițioasei sale soacre, Lady Margaret Beaufort, însă a fost raportată ca fiind o persoană blândă și bună, generoasă cu rudele sale, cu slujitorii și cu binefăcătorii ei. Ea a trăit o viață liniștită în mare măsură, departe de politică și cu cei trei copiii ai săi, la Palatul Eltham. Elisabeta de York s-a bucurat de muzică și dans, precum și de jocuri cu zaruri.
La 14 noiembrie 1501, moștenitorul tronului, băiatul ei în vârstă de 15 ani, Arthur, s-a căsătorit cu Catherine de Aragon, fiica lui Ferdinand al II-lea de Aragon și Isabellei I de Castilia, iar cei doi au fost trimiși la castelul Ludlow, reședința tradițională a Prințului de Wales. Cinci luni mai târziu, Arthur a murit subit în aprilie 1502. Vestea morții lui Arthur i-a cauzat lui Henric al VII-lea o mare durere, temându-se pentru dinastia sa.
Elisabeta de York a rămas însărcinată din nou, în ciuda pericolului unei sarcini la o vârstă mai înaintată, iar în ultimele săptămâni de sarcină, ea s-a retras în Turnul Londrei. Pe 2 februarie 1503, Elisabeta de York a dat naștere unei fete, Caterina, dar copilul a murit la câteva zile după aceea. Cedând la o violentă infecție după naștere, Elisabeta de York a murit la 11 februarie, chiar în ziua când împlinea 37 de ani, în același Turn în care frații ei au dispărut cu douăzeci de ani în urmă.
Henric al VII-lea i-a jelit pierderea și, timp de câteva săptămâni, a fost de neconsolat. A început apoi negocieri pentru o nouă soție și pentru a se recăsători. Printre alegeri s-a numărat chiar nora lui, Caterina de Aragon, de numai 15 ani și tânără văduvă, însă părinții ei, monarhii Spaniei, l-au refuzat pe Henric Tudor.
În fiecare an după moartea Elisabetei, s-a declarat o slujbă imensă, unde clopotele răsunau în tot orașul și 100 de lumânări erau aprinse în onoarea Elisabetei de York.
Fiul ei, Henric al VIII-lea, a fost profund afectat de moartea mamei sale. După ce a devenit rege, a plătit Colegiul Reginelor de la Universitatea Cambridge ca anual să țină slujbe și recviemuri în onoarea Elisabetei de York, în ziua nașterii și morții ei - 11 Februarie.

## Moștenirea
Elisabeta de York a fost descrisă de marele învățat Erasmus, care a întâlnit-o, drept "o femeie briliantă".
Prin fiica ei Margareta, regina Scoției, toți monarhii Angliei sunt urmași direcți ai Elisabetei de York. Descendenți ai ei se găsesc și în casele regale ale Portugaliei, Spaniei, Franței, Belgiei, Țărilor de Jos, Danemarcei, Norvegiei, Suediei, Prusiei (Germaniei), Italiei, României, Greciei, Bulgariei, Serbiei.
Elisabeta și Henric al VII-lea au avut împreună șapte sau opt copii:
- Arthur, Prinț de Wales (20 septembrie 1486 - 2 aprilie 1502)
- Margareta, Regina Scoției (28 noiembrie 1489 - 18 octombrie 1541)
- Henric al VIII-lea al Angliei (28 iunie 1491 - 28 ianuarie 1547)
- Elisabeta Tudor (2 iulie 1492 - 14 septembrie 1495)
- Maria, Regina Franței (18 martie 1496 - 25 iunie 1533)
- Eduard (?1498-?1499) - uneori presupus a fi confundat cu Edmund
- Edmund, Duce de Somerset (21 februarie 1499 - 19 iunie 1500)
- Caterina Tudor (2 februarie - 10 februarie 1503)

## Sursă
- Morgan, Kenneth O., (1988), The Oxford History of Britain, Oxford University Press. (ISBN 0-19-285202-7)
- Okerlund, Arlene Naylor, (2009), Elizabeth of York', Palgrave Macmillan. (ISBN 978-0-230-61827-5)
- Williams, Neville, (1977), 'Henry VII', in Fraser, Antonia (ed), The Lives of the Kings and Queens of England, Futura. (ISBN 0-8600-7449-8)

1. 1 2 3  Kindred Britain